# Hirtodrosophila fascipennis
Hirtodrosophila fascipennis är en tvåvingeart som först beskrevs av Toyohi Okada 1967.  Hirtodrosophila fascipennis ingår i släktet Hirtodrosophila och familjen daggflugor. Inga underarter finns listade i Catalogue of Life.